# Selago alopecuroides
Selago alopecuroides är en flenörtsväxtart som beskrevs av Robert Allen Rolfe. Selago alopecuroides ingår i släktet Selago och familjen flenörtsväxter. Inga underarter finns listade i Catalogue of Life.